# L'Empereur du mal
L'Empereur du mal (Fantaghirò 4) est le quatrième épisode de la série télévisée italienne La Caverne de la rose d'or diffusé pour la première fois sur la chaîne italienne Canale 5 le 19 décembre 1994.

## Résumé
L'enfant guerrier Parsel a vu son château disparaître après le passage d'un étrange nuage noir. Parsel vient provoquer les trois cavaliers noirs qui accompagnent le passage du nuage et lance un appel à l'aide, auquel Fantagaro répond. De son côté, Fantagaro voit son château et tous ses occupants disparaître également. Se retrouvant seule, elle décide d'accompagner Parsel en Orient, au royaume du roi Tohor, là où serait née la malédiction. Tarabas, en exil, est rejeté par la population, qui l'accuse d'être à l'origine du nuage. Angélique, la fille du roi Tohor, est charmée par l'image de Tarabas. Elle part à sa recherche et finit par le trouver. Malheureusement, les gardes du roi poursuivant Angélique trouvent également Tarabas et les ramènent tous les deux au royaume de Tohor, où Tarabas est fait prisonnier. Le roi, pour rejeter la responsabilité de la mort de Tarabas sur le destin, décide d'organiser un duel entre le sorcier et son fils Rufus, considéré comme un monstre très puissant que la population n'a jamais vu. Le duel a lieu dans une cage, et Tarabas renonce à se servir de sa magie pour se défendre, malgré les encouragements d'Angélique. Fantagaro arrive à temps pour stopper le duel, comprenant que Tarabas est accusé à tort. Elle demande la permission au roi de prendre la place de Tarabas dans la cage et parvient à adoucir Rufus avec ses paroles. Elle remporte le duel sans violence. Fantagaro, Parsel et Tarabas quittent ensemble le royaume de Tohor en suivant les Devinoptères de Parsel. En campant sur la route, Fantagaro et Tarabas discutent de leurs sentiments réciproques, mais exaspèrent Parsel et évitent de réaborder le sujet.
De son côté, la reine noire a pris possession du royaume abandonné de Xellesia et de Tarabas, mais se fait malmener par les gnomes, qui rejettent à présent toute forme de hiérarchie. Elle parvient cependant à faire revenir Xellesia. Les deux esprits malfaisants s'associent pour essayer de retrouver Fantagaro et Tarabas. Fantagaro, Tarabas et Parsel sont arrêtés en chemin par un éboulement de rochers. Les Devinoptères sortent de la besace de Parsel et forment une anagramme pour indiquer le nom du volcan où ils doivent se rendre et de la personne qu'ils doivent rechercher : Darken. Xellesia veut à tout prix empêcher son fils de se rendre dans le volcan et souhaite partir à sa rencontre, mais la reine noire, ayant perdu le contrôle de ses pouvoirs après avoir aidé Fantagaro dans l'épisode précédent, ne parvient plus à se transformer en aigle et Xellesia décide d'utiliser des balais volants
À l'entrée du volcan, le trio découvre des hommes figés par la lave et sont freinés à entrer à l'intérieur. Les hommes, qui sont en réalité les gardes de Darken, se réveillent soudain et obligent Fantagaro et Tarabas à entrer dans le volcan. 

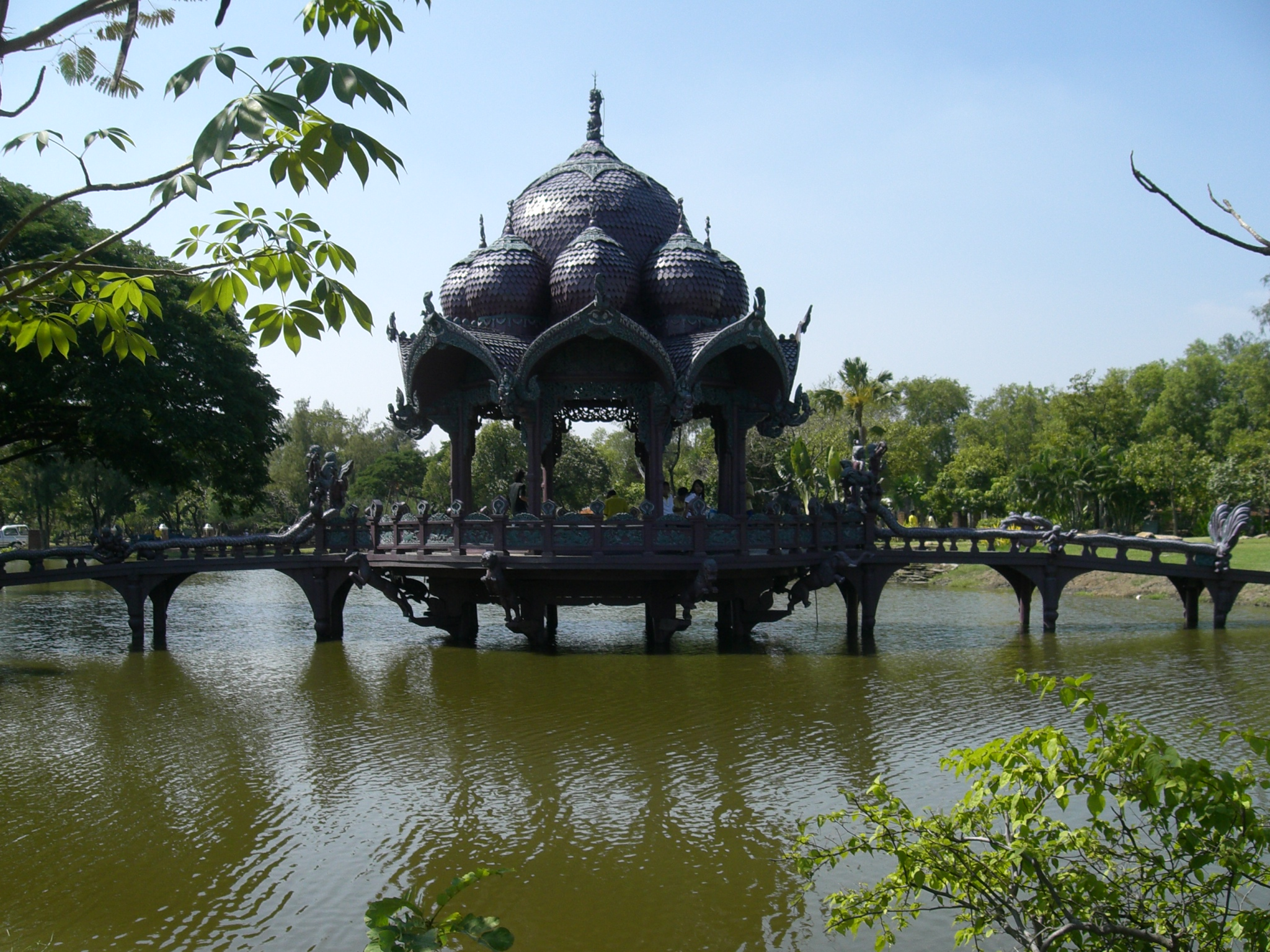
L’ancienne cité musée de Samut Prakan, en Thaïlande, où ont été filmées les scènes du royaume fictif de Tohor et de l'intérieur du volcan de Darken.

Une fois dans les profondeurs de la terre, le trio a la surprise de constater que le soleil et le ciel sont toujours visibles et qu'ils évoluent dans une sorte d'immense jardin fleuri. Fantagaro se retrouve face à face avec une créature difforme du nom de Fiodor, qui les guide vers la salle du trône. Là, Parsel change soudain d'attitude et se place sur le trône, avant de s'évanouir pour laisser place à Darken en personne. L'Empereur avoue avoir utilisé le corps de Parsel depuis sa rencontre avec les trois cavaliers noirs, puis avoir déchainé le nuage noir dans le seul but d'attirer Tarabas dans son royaume pour le faire changer d'allégeance. Tarabas n'accepte pas de redevenir un partisan du mal. Pour le convaincre, Darken tue Fantagaro sous ses yeux.
Darken montre discrètement à Fiodor le visage qu'il avait avant d'être ensorcelé. Il s'agit en réalité de Romualdo, qui avait perdu la mémoire à cause du maléfice. Darken utilise donc Fiodor pour convaincre Tarabas. Romualdo/Fiodor dit à Tarabas qu'il doit renoncer au bien pour faire revivre Fantagaro, sans donner plus d'informations. Tarabas accepte le marché. Darken embrasse Fantagaro pour lui redonner la vie, mais Fantagaro panique, devinant ce à quoi Tarabas a dû renoncer pour cela. Mais Tarabas n'a pas renoncé à combattre Darken. Celui-ci fait donc capturer Angélique et Rufus pour « pimenter » le jeu, et ordonne à Rufus de tuer Fantagaro en lui promettant en échange de lui donner une apparence humaine, tout ceci dans l'espoir que Tarabas intervienne avec sa magie. Mais Rufus, refusant de tuer le seul être qui l'a traité avec bonté, préfère se jeter dans un bain d'acide. Fantagaro, profondément meurtrie, promet à Darken qu'il lui sera impossible de gagner la partie, le mal ne l'emportant jamais sur l'amour. Romualdo, toujours sous son apparence de Fiodor, libère Fantagaro de sa cage sans lui dévoiler son identité et l'emmène près de la collection de châteaux miniatures acquise par Darken, dans laquelle se trouve leur château et celui de Parcel, dérobés sur le passage du nuage noir. Les châteaux miniatures sont protégés par des cloches de verre et Fantagaro emporte le sien dans sa besace. De son côté, Tarabas se bat à l'épée contre Darken, et apprend, grâce à l'intervention de Xellesia, que l'Empereur est en réalité son père. Darken disparait en se tuant lui-même. Cependant, il n'est pas vraiment mort. Repentie, Xellesia explique à son fils que Darken était la cause de sa propre cruauté envers lui lorsqu'il était enfant, et qu'à cause de Darken, elle n'avait pu l'élever que dans la haine. Fantagaro vient libérer Parsel de sa cage pleine de plantes carnivores. Ils retournent récupérer le château de Parsel mais doivent combattre les gardes de Darken. Fantagaro est rejointe par Angélique, puis par Tarabas. 

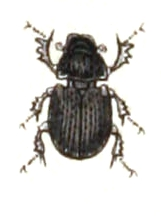
Devinoptères (coléoptères magiques).

Parsel demande la sortie du volcan aux Devinoptères, qui lui indiquent la bouche d'un immense visage de pierre. En utilisant l'anagramme, Xellesia parvient à ouvrir la bouche de la statue. Le groupe à l'horreur de constater que pour pouvoir sortir, il leur faut traverser plusieurs rangées de dents, en mouvement de plus en plus rapide. Une à une, les rangées sont traversées par Fantagaro, Parsel, Angélique, Romualdo, Tarabas et la reine noire. Xellesia, quant à elle, se sacrifie pour bloquer le système de fermeture et permettre au groupe de traverser les dernières rangées beaucoup trop rapides. Tarabas est déchiré d'abandonner sa mère, mais poursuit la route avec Fantagaro. De retour au royaume de Tohor, le roi les fait emprisonner pour avoir causé la mort de Rufus. Angélique vient libérer Tarabas durant la nuit et lui permet d'emporter le château de Fantagaro jusqu'à son royaume, le temps lui étant compté pour le faire redevenir ce qu'il était. Darken, qui se cache à l'intérieur de la reine noire depuis que le groupe a quitté le volcan, ensorcèle Fantagaro pour qu'elle arrête Tarabas en route et le convainc de vivre avec elle. Tarabas, bien que méfiant, se laisse embrasser et se transforme alors en bête féroce, forcée de tuer Fantagaro. Romualdo, libéré par Angélique, arrive juste à temps et arrête Tarabas d'une flèche dans le dos. Darken, agacé de son échec, réapparait et avoue ouvertement que Fiodor et Romualdo sont la même personne. Romualdo, effrayé, préfère s'enfuir. Fantagaro le poursuit, puis abandonne, contrainte de retourner en priorité à son royaume pour libérer son peuple avant le coucher du soleil. Elle affronte alors successivement les trois cavaliers noirs, rejointe par Tarabas, jusqu'au dernier cavalier, Darken en personne. Tarabas affronte son père une dernière fois. Alors qu'il se prépare à le tuer, Fantagaro retient sa main et se fait piéger par Darken. Mais Romualdo surgit et prend Darken par surprise. Une fois le sorcier détruit, le château reprend sa taille normale et Romualdo son vrai visage. Tarabas, quant à lui, retourne auprès d'Angélique.

## Fiche technique
- Titre original : Fantaghirò 4
- Titre français : L'Empereur du mal
- Réalisation : Lamberto Bava
- Scénario : Gianni Romoli
- Musique : Amedeo Minghi
- Production : Andrea Piazzesi
- Sociétés de production : Mediaset
- Pays d'origine:  Italie
- Langues d'origine: anglais, français, italien
- Pays de tournage: 
  -  République tchèque
  -  Thaïlande
- Durée : 2 parties de 90 minutes
- Dates de diffusion[1] :
  - Italie : à partir du 19 décembre 1994 sur Canale 5
  - France : à partir de décembre 1995 sur M6.

## Distribution
- Alessandra Martines (VF : Elle-même) : Fantagaro
- Nicholas Rogers (VF : Bernard Tiphaine) : Tarabas
- Ursula Andress (VF : Michelle Bardollet) : Xellesia
- Brigitte Nielsen (VF : Évelyn Séléna) : la reine noire
- Horst Buchholz (VF : Jean-Pierre Delage) : Darken
- Agathe de La Fontaine (VF : Elle-même) : Angélique
- Marc de Jonge (VF : Lui-même) : le roi Tohor
- Gaia Bulferi Bulferetti (VF : Brigitte Lecordier) : Prince Parsel
- Riccardo Serventi Longhi : Fiodor / Romualdo
- Oreste Guidi : Rufus